# Kanton Corlay
Der Kanton Corlay war bis 2015 ein französischer Wahlkreis im Arrondissement Saint-Brieuc, im Département Côtes-d’Armor und in der Region Bretagne; sein Hauptort war Corlay.

## Gemeinden
| Gemeinde              | Bretonisch         | Einwohner (2022) | Fläche (km²) | Code postal | Code Insee |
| --------------------- | ------------------ | ---------------- | ------------ | ----------- | ---------- |
| Corlay                | Korle              | 913              | 13.80        | 22320       | 22047      |
| Le Haut-Corlay        | Ar Gozh-Korle      | 650              | 25.64        | 22320       | 22074      |
| Plussulien            | Plusulian          | 507              | 22.49        | 22320       | 22244      |
| Saint-Martin-des-Prés | Sant-Varzhin-Korle | 321              | 20.30        | 22320       | 22313      |
| Saint-Mayeux          | Sant-Vaeg          | 460              | 30.63        | 22320       | 22316      |
| Kanton                | Korle              | 3.026            | 112.86       | -           | 2210       |

## Bevölkerungsentwicklung
| 1962 | 1968 | 1975 | 1982 | 1990 | 1999 | 2006 | 2012 |
| ---- | ---- | ---- | ---- | ---- | ---- | ---- | ---- |
| 4394 | 4166 | 3907 | 3562 | 3298 | 3057 | 3108 | 3026 |